# Encyclopaedia Cinematographica
Die Encyclopaedia Cinematographica (EC) war eine Filmreihe, die versuchte, die prägenden Merkmale eines filmischen Sub-Genres – des sogenannten wissenschaftlichen Films – konsequent und systematisch umzusetzen. Die EC wurde wesentlich vorangetrieben und geprägt von ihrem Gründungseditor Gotthard Wolf. Wolf, der ebenfalls Gründungsdirektor des Instituts für den Wissenschaftlichen Film (IWF) in Göttingen war, hatte sehr bestimmte Vorstellungen von den wesentlichen Merkmalen des wissenschaftlichen Films und war stets überaus bemüht, der reinen Lehre aus seiner Sicht Geltung zu verschaffen.

## Grundidee
Es war die Idee der EC, anstelle von gestalteten Filmen sehr abgespeckte Themenstellungen – die sog. kleinsten thematischen Einheiten – auf Film zu bannen. Man wollte also nicht etwa den ganzen Lebenszyklus einer Spezies in einem Film behandeln, sondern z. B. je einen Bewegungsvorgang einer Spezies. Dabei kommen sehr einfache Filmentitäten heraus, die in einer bestimmten Vollständigkeit enzyklopädischen Charakter hätten. Die ursprüngliche Idee war eine Matrix: Sämtliche Spezies, die es auf der Welt gibt, bilden eine Achse, und die sämtlichen Bewegungsarten, zu denen sie fähig sind, bilden die andere Achse. Und dann wird diese Matrix entsprechend ausgefüllt. Natürlich galt das nicht nur für Tierarten, sondern auch für Pflanzenarten oder für den technischen Bereich; man denke an die mechanische Beanspruchung von Stahl und so weiter. Wenn man all diese Dinge in die Matrix gebracht hätte, dann wäre das Endergebnis die Encyclopaedia Cinematographica.
Wie jedoch Hermann Kalkofen in seinem Beitrag zum 40. EC-Jubiläum ausführte, gab es in Wirklichkeit unterschiedliche Teilkonzeptionen, die nicht alle sehr gut miteinander vereinbar waren. Eine Tatsache, die aber lange Zeit zumindest in der Außendarstellung mehr oder minder erfolgreich kaschiert werden konnte.
Kalkofen ermittelte fünf Teilkonzeptionen:
- die lexikalische: Die EC könnte eine kinematographische Entsprechung eines Konversationslexikons oder einer Spezialenzyklopädie sein, also Bewegungsbilder systematisch und wissenschaftlich dokumentieren.
- die museale: Nach diesem Verständnis würde die EC filmisches Forschungsmaterial vorhalten, hier könnte womöglich das Wort „Bewegungspräparat“ stehen, mit dessen Hilfe vergleichende Forschungsarbeiten durchgeführt werden könnten.
- die EC als interdisziplinäres Publikationsorgan: Die EC-Filme erschienen stets zusammen mit einer – teilweise recht aufwendigen – druckschriftlichen Begleitpublikation. Neben dem Erläuterungsansatz der sich oft nicht selbsterklärenden Filme gab es auch die Bemühung, den Filmen mittels einer Textbeigabe zu einer Art Quasi-Zitierfähigkeit zu verhelfen. Zumindest die Teilkonzeptionen b) und e) sind überhaupt nicht auf eine Veröffentlichung angewiesen.
- die didaktische: Der EC-Film ist per definitionem ein Forschungsfilm und kein Unterrichtsfilm. Gleichwohl konnte sich die EC nicht vollständig der Versuchung entziehen, den veränderten Sehgewohnheiten nachzugeben. Insofern sind Zugeständnisse an die Didaktisierung der Wissenschaft gemacht worden, von denen man zumindest hoffte, sie seien zugleich relativ unschädlich für die Eigenart des Forschungsfilms.
- die „lapidare“: Diese Teilkonzeption, da nicht sehr trennscharf bestimmbar, enthält zumindest die Teilkonzeptionen a), b) und d) als logisch vereinbare Möglichkeiten: Demnach wäre die EC eine Fundmenge aller möglichen „bewegungsbildlichen Bausteine“ für ein breites Spektrum an denkbaren Verwendungszwecken. Der modernere, aus dem E-Learning-Bereich bekannte Ausdruck „Modul“ könnte hier bemüht werden.

## 1952–1992
Mit der Frühzeit der Encyclopaedia Cinematographica sind die Namen von einigen bedeutenden Wissenschaftlern wie Konrad Lorenz und Irenäus Eibl-Eibesfeldt verbunden.
1972 enthielt die EC-Reihe 2000 Einheiten (also Filme). Sie waren in die Sektionen Biologie, Ethnologie und technische Wissenschaften gegliedert. Sie wurden durch die Voll- und Teilarchive nachgewiesen und vorgehalten. Vollarchive gab es in der Bundesrepublik Deutschland, den Niederlanden, Österreich, den USA und Japan. Teilarchive existierten in Frankreich, Großbritannien, Portugal, der Schweiz, Brasilien, Kanada, der Türkei und den USA. Der Redaktionsausschuss, der die Selektionskriterien festlegte und die EC-Filme auswählte, setzte sich aus Wissenschaftlern aus allen Regionen der Welt zusammen.
Der Gründungseditor war Gotthard Wolf (s. o.).
1976 wurde Hans-Karl Galle EC-Editor in der Nachfolge von Wolf. Die Redaktionsausschuss-Sitzungen fanden routinemäßig etwa alle zwei Jahre statt.

## Seit 1992
Das letzte Treffen des Redaktionsausschusses (RA) erfolgte im Jahre 1994.  Zwei Jahre zuvor wurde das 40-jährige Jubiläum gefeiert. Zugleich jedoch wurde unüberhörbar konstatiert, dass die EC zumindest in einer schweren Krise steckte und womöglich kurz vor dem Aus stünde.
Zuvor hatte Galle versucht, der EC neue Impulse geben zu lassen, freilich ohne grundlegende Reformen machen zu wollen. Die von Galle eingesetzte Arbeitsgruppe fand jedoch schnell heraus, dass dies nicht gehen würde. Das Ergebnis war die Einrichtung eines Exekutivausschusses (EA), der aus Mitarbeitern verschiedener EC-Archive bestand. Anders als der Redaktionsausschuss, der nur selten zusammenkam, sollte der EA gleichsam permanent handlungsfähig sein. Der EA ließ sich 1993 mit einer allgemeinen Handlungsvollmacht ausstatten und erstellte eine organisatorische Neukonzeption der Reihe, die auf der letzten Redaktionsausschuss-Tagung von 1994 vorgestellt wurde. Der Redaktionsausschuss nahm die Neukonzeption mehr oder weniger zustimmend, aber nicht unbedingt mit Begeisterung zur Kenntnis. Unklar bleibt im Nachhinein, ob der RA die Tragweite der geplanten Veränderungen erfasst hat. Nach seinem Ausscheiden als IWF-Direktor im Jahre 1996 hat Galle auch sein Amt als EC-Editor aufgegeben. Der Exekutivausschuss sah keine Notwendigkeit, den Redaktionsausschuss einzuberufen oder einen neuen Editor zu bestellen. 
Faktisch ist die Encyclopaedia Cinematographica heute eine geschlossene Sammlung. In den letzten Jahren wurden zwar einige wenige Titel veröffentlicht, die nach den bis 1994 gültigen Regularien abgenommen (also für die Reihe ausgewählt) worden waren, aber Neueinreichungen hat es seitdem keine mehr gegeben.
Der Niedergang der EC hatte drei wesentliche Ursachen:
- Der Zeitgeist hat irgendwann den wissenschaftlichen Film eingeholt. Die 1952 noch vereinzelt vorhandene Vorstellung, Wissenserwerb dürfe mit Mühewaltung oder gar Arbeit verbunden sein, wurde in der Zeit nach 1968 im Zuge der zunehmenden gesellschaftlichen Vorherrschaft der Postmoderne ins exakte Gegenteil verkehrt. Der Begriff des Edutainment etwa zeugt davon, dass Bildung vor allem lustbetont und unterhaltsam zu sein hat. Die EC hat möglichst wenige Zugeständnisse – und diese nur recht widerwillig – an diese Betrachtungsweise gemacht. Das vorhersehbare Ergebnis war, dass EC-Filme zunehmend als schwergängige, unverdauliche Kost wahrgenommen wurden.
- Die EC wurde nicht nur ideell, sondern auch materiell durch ihre Voll- und Teilarchive getragen. In dem Maß wie insbesondere die Vollarchive nach und nach geschlossen wurden, war der Encyclopaedia die Arbeitsgrundlage weitgehend entzogen worden. Als Mitte der 90er Jahre auch das österreichische ÖWF geschlossen wurde, gab es nur noch ein EC-Vollarchiv, eben das IWF in Göttingen, das sich aber ab 1998 neue, andere Arbeitsschwerpunkte setzte.
- Der technische Fortschritt – besonders in Form von digitalen Medien – machte es zunehmend möglich, die EC-typischen Sequenzen innerhalb von gestalteten Filmen zu identifizieren bzw. als Filmclips zu extrahieren. Dadurch entfiel die Notwendigkeit, die Filme von vornherein als stichwortartige Sequenzen anzulegen.